# Sociedade Mineira de Engenheiros
A Sociedade Mineira de Engenheiros, cujo acrônimo é SME, é uma entidade brasileira sem fins lucrativos que desde o ano de sua fundação, em 1931, objetiva contribuir para o desenvolvimento profissional e profissional do engenheiro, com sede em Belo Horizonte, capital do estado de Minas Gerais.
A SME promove anualmente o prêmio SME de Ciência e Tecnologia, promovendo os projetos acadêmicos que mereceram destaque, produzidos por alunos de universidades e faculdades de cursos de engenharia de MG.